# EveryDNS
EveryDNS.net es uno de los servicios de administración de dominios de internet más conocido por Sistema de nombres de dominio (DNS o Domain Name System) más extenso del mundo.
EveryDNS es el proveedor de administración de más de 130.000 dominios.

## Historia
EveryDNS fue fundado en junio de 2001 por David Ulevitch. El 7 de enero de 2010 EveryDNS fue adquirido por Dyn Inc.

### Bloqueo de dominio a WikiLeaks
El día 2 de diciembre de 2010 la empresa proveedora EveryDNS decide la rescisión del contrato con WikiLeaks cortando su acceso a las 10 de la noche. El Partido Pirata suizo ofrece alojamiento a WikiLeaks con la nueva dirección wikileaks.ch y dos direcciones IP de acceso directo: http://46.59.1.2 o http://213.251.145.96 entre otras.
El 9 de diciembre de 2010, ante los constantes ataques DDos, se habían creado 1368 mirrors o páginas espejo:  de http://wikileaks.ch, algunos de ellos en ipv6.

## Servicios
EveryDNS ofrece servicios a webmasters quienes no mantengan sus propios Servicios de Nombres de Dominio o a quienes quieran usar EveryDNS como un resguardo a sus implementaciones existentes. EveryDNS también ofrece resolución DNS dinámica, servicio de transferencia de zona DNS y redirección domain2web (dominio a web). EveryDNS soporta entradas SPF TXT para sus donantes.

## Servicios de resguardo
A causa del daño de un ataque distribuido de negación de servicio (DDOS: distributed-denial-of-service-attack) en un servidor de nombres de dominio, muchas compañías terciarizan sus sistemas de administración de nombres de dominio a compañías como Akamai Technologies. EveryDNS permite a los webmasters utilizar sus servidores para servicios de DNS distribuidos geográficamente sin cargo alguno.

## Soporte
EveryDNS se ejecuta en una implementación de TinyDNS, de Daniel J. Berstein. EveryDNS utiliza MySQL y Perl para administrar la tabla hash de TinyDNS. PHP es utilizado para graficar la interfaz de usuario, con información proveniente de la base de datos MySQL.